# Vladimir Kerkez
Vladimir "Vlado" Kerkez (Kranj, 1 de març de 1984) és un ciclista eslovè, professional des del 2004 al 2012, sempre militant a l'equip Sava.

## Palmarès
- 2007
  - Vencedor d'una etapa al The Paths of King Nikola
  - Vencedor d'una etapa al Giro del Friül-Venècia Júlia
- 2009
  - 1r a la Banja Luka-Belgrad II
  - Vencedor d'una etapa al The Paths of King Nikola
- 2010
  - 1r al Gran Premi Šenčur